# Berndt Grönblom
Berndt Gustaf Grönblom, född 20 december 1885 i Åbo, död 4 oktober 1970 i Helsingfors, var en finländsk industriman. Han var bror till kommerserådet, konsul Edgar Grönblom och till Gunnar Grönblom.
Grönblom blev diplomingenjör 1908, startade Finska oljefabriken 1912 och var dess verkställande direktör till 1930. Han grundade Elektrometallurgiska Ab 1914, Vuoksenniska Ab 1915 och var dess verkställande direktör 1926–1967. Han var även verkställande direktör för Koverhar Ab 1960–1962. Han startade Imatra järnverk 1935–1937, vilket fick stor betydelse för Finlands näringsliv. Under hans ledning tillkom Åbo järnverk 1941–1943 och han drev på 1960-talet även bland annat en järnmalmsgruva på Jussarö.
Grönblom, som var en av Finlands ledande industrimän, var bland annat 1918 vice ordförande för Finlands handelskommission med Tyskland. Grönblom förhandlade 1944 i Sverige om Finlands utträde ur kriget och var sedan på hösten detta år ekonomisk expert vid vapenstilleståndsförhandlingarna. Han blev bergsråd 1918 och filosofie hedersdoktor 1948.